# Хипотиреоидизъм
Хипотиреоидизмът (микседем – myxoedema) е патологично състояние, дължащо се на хроничен недостиг в секрецията на тиреоидни (на щитовидната жлеза) хормони.

## Етиологияипатогенеза
Заболяването се свързва с вродена аплазия или хипоплазия на щитовидната жлеза, струмектомия, рентгенови облъчвания, приемане на големи количества тиреостатици, недостатъчен прием на екзогенен йод, вродени ензимни дефекти, увреждане на жлезата от остри или хронични възпалителни процеси или автоимунни агресии. Когато микседемът е причинен от някое от горните условия, то той е първичен. Ако хипотиреоидизмът се дължи на малфункция на хипоталамо-хипофизната система, то той е вторичен. Недостигът на щитовидни хормони води до нарушение на обменните и окислителните процеси в тъканите и дистрофични промени във всички органи и системи на организма.

## Клинична картина
- Хипотермия.
- Промени в кожата и припадъци.
- Периорбитални и претибиални отоци.
- Макроглосия.
- Гуша.
- Брадикардия и перикарден излив. Ниско систолно и високо диастолно артериално налягане.
- Хипомотилитет и запек. Ахлорхидрия, намалена резорбция на витамин В12 и желязо. Възможен е асцит.
- Микседемна кома.
- Особености в детска и старческа възраст. Особености на вторичния и третичния хипотиреоидизъм.

## Виж още
- Хипертиреоидизъм